# Сами по себе (роман)
«Сами по себе» — роман Сергея Болмата опубликованный в 2000 году издательством «Ad Marginem», одна из лучших авантюрных книг современной русской литературы. В журнальном варианте книга была издана «Новой Юностью» в 2000 году. Роман выдержал четыре издания на русском языке, два на французском (в 2003 году в издательстве Robert Laffont и в издательстве 10/18 в 2005 году), два — на немецком (Kippenheuer & Witsch, 2001 и 2017), был переведен на итальянский (Rizzoli, два издания — 2002 и 2003) голландский и венгерский языки, вошёл в длинный список Русского Букера и стал финалистом премии «Национальный Бестселлер». В Германии по роману была поставлена радиопьеса с успехом транслировавшаяся в течение многих лет по одному из центральных радиовещательных каналов. 

## Содержание
Действие романа происходит в Санкт-Петербурге в конце девяностых годов. Пытаясь защитить свое кадровое бюро от посягательств организованной преступности, семейная пара пожилых частных предпринимателей постоянно попадает в нелепые ситуации. По ошибке они за большие деньги нанимают случайную богемную девушку по имени Марина, находящуюся на девятом месяце беременности, в качестве киллера. Марина, в свою очередь, стараясь преодолеть драматические последствия своего недавнего разрыва с начинающим поэтом Тёмой, с готовностью берется за дело. Для начала, она знакомится с объектом предполагаемого покушения, состоятельным бандитом Хариным, который немедленно в неё влюбляется и делает ей предложение, намереваясь отказаться от своего криминального прошлого и начать новую, безупречную в моральном отношении, жизнь. Чтобы вернуть себе Марину, убеждённому бездельнику Тёме приходится не только устроиться на работу коммивояжёром при магазине интимных товаров, но и вступить в персональный конфликт с организованной преступной группировкой. В конце концов, семейные ценности торжествуют несмотря даже на то, что попытка Марины и Тёмы обвенчаться в церкви по всем правилам православной традиции заканчивается гиньольным фарсом.

## Художественные особенности произведения
Одной из основных художественных особенностей романа русская критика называла его откровенно карнавальную, эксцентричную природу. Отмечалась также свойственная роману психоделическая многослойность ткани письма и использование жанра гротескного, абсурдистского триллера в качестве камуфляжа для более традиционной «картины нравов» базирующейся на «онтологическом конфликте поколений».

## Отзывы и критика
Роман вызвал многочисленные и крайне противоречивые оценки российской литературной критики. Ещё до выхода печатной версии произведения электронная публикация книги в Русском Журнале была охарактеризована как «культовая». Европейская критика отмечала изощренность конструкции романа, его визуальную изобретательность, визионерский стиль и иконоборческую иронию, кинематографичное письмо и едкий чёрный юмор произведения, отмечала многослойность образов романа и стремительность развития его сюжета, называла роман «памятником эпохе».

## Академические исследования
Роману была посвящена научное исследование «Живые языковые процессы в романе Сергея Болмата „Сами по себе“ (на фоне немецкого языка)», в котором анализируются живые языковые процессы современной русской прозы на материале произведения. 

## Библиографические особенности
В первом издании романа на русском языке отсутствует эпиграф предпосланный второму изданию — цитата из интервью испанского художника Сальвадора Дали.